# 1960 ve fotografii
Tento článek popisuje významné události roku 1960 ve fotografii.

## Události
- Alberto Korda pořídil snímek Guerrillero Heroico.
- Vyšla kniha England/Scotland fotografa Bruce Davidsona (reedice 2006 jako England/Scotland 1960, Steidl, Göttingen – ISBN 3-86521-127-5)

## Ocenění
- World Press Photo – Jasuši Nagao
- Prix Niépce – Léon Herschtritt
- Prix Nadar – Emil Schulthess za knihu Afrique, vyd. Delpire
- Zlatá medaile Roberta Capy – Yung Su Kwon, NBC, dokumentace japonských nepokojů v době příjezdu Jamese Hagertyho.
- Cena za kulturu Německé fotografické společnosti – Fritz Brill a Albert Renger-Patzsch
- Pulitzer Prize for Photography – Andrew Lopez, United Press International za sérii čtyř fotografií bývalého diktátora Fulgencia Batisty, který byl odsouzen popravčí četou Fidela Castra. Pilotní obrázek ukazuje odsouzeného během přijímání posledního pomazání (fotografie).

## Narození v roce 1960

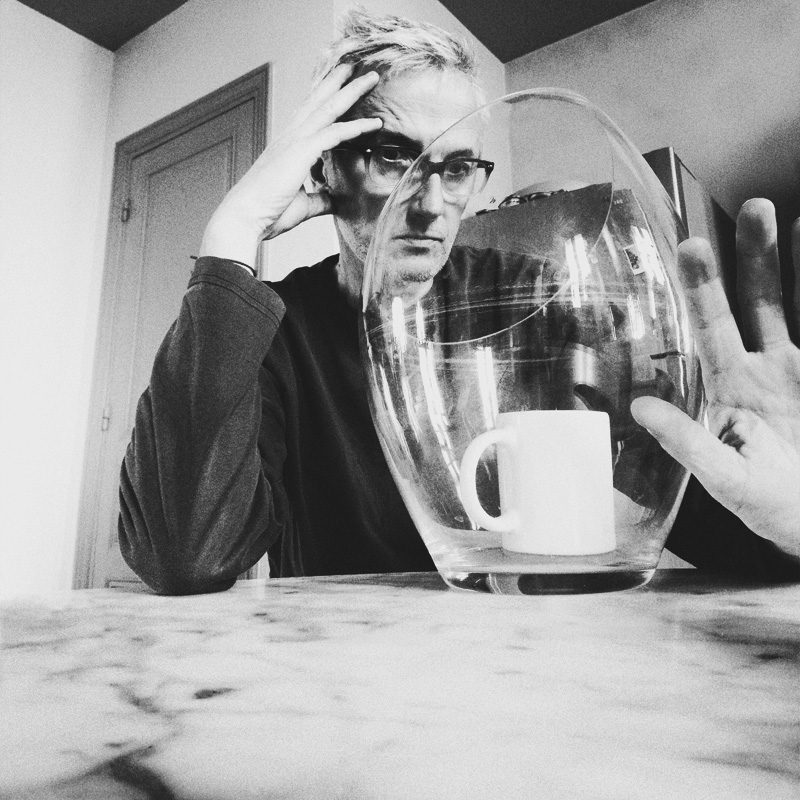
Jean-François Lepage, francouzský fotograf

- 18. ledna – Andrea Modica, americká fotografka a profesorka fotografie na Drexel University, známá portréty a používáním platinového tisku vytvořeného pomocí velkoformátového fotoaparátu 8x10"
- 27. února – Ondřej Němec, český fotograf
- 6. března – František Bojničan, slovenský karikaturista a fotograf
- 22. března – Nina Kleivanová, norsko - dánská výtvarná umělkyně a fotografka, kombinuje figurativní a abstraktní prvky, od 90. let se věnuje také fotografii a instalacím
- 24. března – Tono Stano, slovenský fotograf
- 13. dubna – Miro Švolík, slovenský fotograf
- 19. dubna – Gregory Colbert, kanadský režisér a fotograf
- 8. května – Arnaud de Gramont, francouzský fotograf
- 13. května – Amanda Eliaschová, americká básnířka a fotografka
- 14. května – Jiří Šigut, český konceptuální fotograf a umělec
- 22. května – Václav Podestát, český fotograf
- 28. června – Karel Cudlín, český fotograf
- 26. července – Justice Howardová, americká fotografka erotiky, plakátů a celebrit
- 24. srpna – Tine Hardenová, dánská novinářská fotografka
- 13. září – Kevin Carter, jihoafrický fotograf a žurnalista († 27. června 1994)
- 25. září – Čihiro Minato, japonský fotograf
- 8. listopadu – Petr Nikl, český malíř, hudebník, fotograf a divadelník
- 21. listopadu – Polixeni Papapetrou, australská fotografka († 11. dubna 2018)
- 28. listopadu – Ilgar Šaban ogly Džafarov, ázerbájdžánský fotoreportér
- 30. listopadu – Rostislav Stach, český fotograf
- 6. prosince – Masahiko Kacuja, japonský publicista, fotograf a vědec († 28. listopadu 2018)
- 20. prosince – Jiří Víšek, český fotograf  († 17. dubna 2022)
- ? – Sophia Kalkauová, dánská umělkyně, která pracuje v různých médiích včetně psaní, fotografie, sochařství a instalace
- ? – Iwona Burdzanowska, polská fotoreportérka, novinářka, Gazeta Wyborcza, vedoucí fotografického oddělení, fotoeditorka, autorka akcí a divadelních fotografií; žije v Lublinu
- ? – Lill-Ann Chepstow-Lusty, norsko-britská fotografka, kurátorka a umělkyně, jedna z průkopnic postmoderní fotografie v 80. letech 20. století
- ? – Vera Lutterová, německá umělkyně sídlící v New Yorku. Pracuje s několika formami digitálních médií, včetně fotografie, projekcí a video-zvukových instalací. Prostřednictvím mnoha procesů se její dílo zaměřuje na světlo a jeho schopnost artikulovat plynoucí čas a pohyb v rámci hmatatelného obrazu.
- ? – Leroy Cooper, fotograf narozený na Jamajce, působící v Liverpoolu v Anglii (* 1960 nebo 1961 – květen 2023)
- ? – Olumuyiwa Olamide Osifuye, nigerijský fotograf
- ? – Ianna Andreadisová, umělkyně a fotografka řeckého původu
- ? – An-My Lê, vietnamsko-americká fotografka a profesorka na Bard College
- ? – Tomoko Mijamoto, japonská fotografka
- ? – Julián Cardona, mexický fotoreportér († 21. září 2020)
- ? – Andrej Čežin, ruský novinářský fotograf a malíř
- ? – Alain Paiement, kanadský fotograf
- ? – Andreas Gruschke, německý fotograf
- ? – Daniel Mordzinski, argentinský fotograf
- ? – Ferrante Ferranti, francouzský fotograf
- ? – François Zabaleta, francouzský fotograf
- ? – Gary Fong, americký fotograf
- ? – Gilles Dacquin, francouzský fotograf
- ? – Gilles Elkaim, francouzský fotograf, dobrodruh a cestovatel
- ? – Hiam Abbass, francouzská fotografka
- ? – Isabelle Rozenbaum, francouzská fotografka
- ? – Jack Pierson, americký fotograf
- ? – Jean-Christian Bourcart, francouzský fotograf
- ? – Jean-Claude Coutausse, francouzský fotograf
- ? – Jean-François Lepage, francouzský fotograf
- ? – Kensuke Kazama, japonský fotograf
- ? – Marc Trivier, belgický fotograf
- ? – Masto, francouzský fotograf
- ? – Philippe Coudray, francouzský fotograf
- ? – Tracey Moffatt, australská fotografka
- ? – Vanessa Winship, anglická fotografka
- ? – Yves Vaillancourt, kanadský fotograf

## Úmrtí v roce 1960
- 8. ledna – Carl Normann, norský fotograf (* 22. října 1886)
- 8. února – Hakujó Fučikami, japonský fotograf (Hakuyō Fuchikami) (* 14. listopadu 1889)
- 11. února – Josef Binko, český fotograf (* 7. března 1879)
- 4. března – Ragnvald Væring, norský fotograf (* 1. července 1884)
- 10. března – Ei-Q, japonský fotograf (* 28. dubna 1911)
- 11. března – Takuma Kadžiwara, americký umělec japonského původu, který byl považován za jednoho ze sedmi největších fotografů ve Spojených státech (* 15. listopadu 1876)
- 12. dubna – Walter Peterhans, německý dokumentární fotograf (* 12. června 1897)
- 16. května – Gunnar Lundh, švédský fotograf (* 7. října 1898)
- 24. května – Jan van Dijk, holandský fotograf, expert na technickou fotografii (* 23. prosince 1882)
- 29. května – Eleanor Butler Rooseveltová, americká filantropka a fotografka (* 26. prosince 1888)
- 6. června – Hermann Rützler, rakouský fotograf a závodní jezdec (* 20. června 1883)
- 3. července – Rose Simmonds, britsko-australská fotografka a členka piktorialistického hnutí (* 26. července 1877)
- 14. července – Alice Manfieldová, australská horská průvodkyně, amatérská přírodovědkyně, vlastník horské chaty, fotografka a feministka (* 1878)
- 15. července – Anton Giulio Bragaglia, italský fotograf (* 11. února 1890)
- 22. července – Bodil Katharine Biørn, norská misionářka a fotografka (* 27. května 1871)
- 4. srpna – Fred Zinn, americký průkopník fotografování ze vzduchu a vojenského zpravodajství (* 14. února 1892)
- 30. září – Drahomír Josef Růžička, česko-americký lékař a fotograf (* 8. února 1870)
- 24. listopadu – Margaret L. Bodine, americká fotografka (* 27. července 1876)
- 25. prosince – Alberto María De Agostini, italský misionář a fotograf (* 2. listopadu 1883)
- ? – Charles Forget, francouzský fotograf (* ?)
- ? – Francis Browne, irský fotograf (* ?)
- ? – Henri Lacheroy, francouzský fotograf (* ?)
- ? – Orio Vergani, italský fotograf (* ?)